# 彭作奎
彭作奎（1947年11月8日—），新竹中學畢業，中興大學水土保持學系學士，中興大學農業經濟研究所碩士，美國伊利諾大學香檳校區博士。他主張農地可以買賣，但新購農地不能興建農舍，否則造成的農地流失是嚴重的問題。

## 經歷
1997年擔任農委會主委。1999年因為農業發展條例和蕭萬長理念立場不合，從政界返回學術界。2000年任中興大學校長，因論文抄襲事件，被迫於2001年1月下台離職。後於2002年任環球技術學院校長，亞洲大學講座教授，2007年3月接任中州技術學院校長，於2010年8月31日卸任中州技術學院校長。

## 家庭
- 女兒為已故藝人彭馨逸（藝名楊又穎，2015年4月21日下午疑因吸入過量氦氣致死）。[4]

## 外部連結
- 彭作奎的Facebook專頁

| 教育職務      | 教育職務                                       | 教育職務                          |
| ------------- | ---------------------------------------------- | --------------------------------- |
| 中興大學      |                                                |                                   |
| 前任： 李成章 | 中興大學校長 第十任 2000年10月1日—2001年2月9日 | 繼任： 薛敬和（代理） 正任：顏 聰 |